# Elezioni parlamentari a Gibuti del 2018
Le elezioni parlamentari a Gibuti del 2018 si tennero il 23 febbraio e videro la vittoria dell'Unione per la Maggioranza Presidenziale, coalizione a sostegno del Presidente della Repubblica Ismail Omar Guelleh.
La principale formazione antagonista era lo schieramento formato da Unione per la Democrazia e la Giustizia e Partito Gibutiano per lo Sviluppo (che, alle precedenti parlamentari del 2013, avevano dato luogo all'Unione per la Salvezza Nazionale, con Partito Nazionale Democratico, Alleanza Repubblicana per lo Sviluppo, Movimento per il Rinnovamento Democratico e lo Sviluppo e Movimento per lo Sviluppo e la Libertà.

## Risultati
| Liste                                                                       | Voti    | %     | Seggi |
| --------------------------------------------------------------------------- | ------- | ----- | ----- |
| Unione per la Maggioranza Presidenziale (RPP - PND - FRUD - PPSD - UPR)     | 105.278 | 87,83 | 57    |
| Unione per la Democrazia e la Giustizia - Partito Gibutiano per lo Sviluppo | 13.088  | 10,92 | 7     |
| Centro dei Democratici Unificati                                            | 811     | 0,68  | 1     |
| Alleanza Repubblicana per lo Sviluppo                                       | 684     | 0,57  | -     |
| Totale                                                                      | 119.861 |       | 65    |